# Simon M. Hamlin
Simon Moulton Hamlin (* 10. August 1866 in Standish, Cumberland County, Maine; † 27. Juli 1939 in South Portland, Maine) war ein US-amerikanischer Politiker. Zwischen 1935 und 1937 vertrat er den Bundesstaat Maine im US-Repräsentantenhaus.

## Werdegang
Simon Hamlin besuchte die öffentlichen Schulen seiner Heimat, die Gorham Normal School und die Bridgton Academy. Danach studierte er bis 1900 am Bowdoin College in Brunswick. Anschließend wurde Hamlin im Schuldienst tätig. Zwischen 1901 und 1925 war er Schulrat im Bereich von South Portland. Im Jahr 1913 war er auch Ratsschreiber (Town Clerk) dieser Stadt. Seit 1925 war er auch auf dem Immobilienmarkt tätig. Außerdem begann er sich in der Landwirtschaft zu engagieren. Von 1926 bis 1932 war Hamlin Mitglied der Einbürgerungsbehörde (Board of Registration). In den Jahren 1933 und 1934 amtierte er als Bürgermeister von South Portland.
Hamlin war Mitglied der Demokratischen Partei. 1934 wurde er im ersten Wahlbezirk von Maine in das US-Repräsentantenhaus in Washington, D.C. gewählt. Dort trat er am 3. Januar 1935 die Nachfolge des Republikaners Carroll L. Beedy an, den er bei der Wahl geschlagen hatte. Da er seinerseits bei der Wahl im Jahr 1936 gegen James C. Oliver verlor, konnte Hamlin bis zum 3. Januar 1937 nur eine Legislaturperiode im Kongress absolvieren. In dieser Zeit war er Vorsitzender des Committee on Memorials. Damals wurden viele der New-Deal-Gesetze der Bundesregierung im Kongress beraten und verabschiedet.
Nach seinem Ausscheiden aus dem Repräsentantenhaus arbeitete Simon Hamlin wieder in der Immobilienbranche und in der Landwirtschaft in South Portland. Dort ist er am 27. Juli 1939 auch verstorben.